# Dan državnosti
Dan državnosti je slovenski državni praznik, ki se praznuje 25. junija, in je dela prost dan v Republiki Sloveniji. Obeležuje spomin na 25. junij 1991, ko je Slovenija formalno postala neodvisna. Na ta dan sta bili sprejeti Deklaracija o neodvisnosti Slovenije in Temeljna ustavna listina o samostojnosti in neodvisnosti Slovenije, sicer slavnostno razglašeni naslednji dan, 26. junija, na Trgu republike v Ljubljani. Dva dni kasneje, 27. junija, se je z napadom Jugoslovanske ljudske armade začela slovenska osamosvojitvena vojna, v kateri je Slovenija obranila neodvisnost.
Dan državnosti se ne sme zamenjati z dnevom samostojnosti in enotnosti, ki se praznuje 26. decembra v spomin na 26. december 1990, ko so bili razglašeni rezultati plebiscita, na katerem je 88,5% Slovencev glasovalo, da Slovenija postane suverena in neodvisna država.
Vsako leto na predvečer praznika je praznovanje potekalo na Trgu republike, od leta 2011 pa na Kongresnem trgu.
Na isti dan je razglasila neodvisnost od Jugoslavije tudi Hrvaška.